# Шевченко Марко Пилипович
Марко́ Пили́пович Шевче́нко (25 квітня 1901 , Кам'янець, Новгородківська волость, Олександрійський повіт, Херсонська губернія, Російська імперія  — 1977 , Сушківка, Черкаська область ) — український радянський діяч, голова колгоспу імені Сталіна Бабанського району Київської (тепер — Черкаської) області. Депутат Верховної Ради УРСР 1–3-го скликань.

## Біографія
Народився 25 квітня 1901 року в бідній селянській родині в селі Новгородка, тепер Новгородківський район Кіровоградська область, Україна. З 1912 по 1922 рік наймитував у заможних селян.
З 1922 по 1924 рік — служба в Червоній армії.
З 1924 по 1932 рік працював робітником Перегонівського цукрового заводу імені Карла Маркса, обирався головою робітничого комітету.
Член ВКП(б) з липня 1932 року.
У 1932–1934 роках — дільничний помічник директора Бабанської машинно-тракторної станції на Уманщині.
У 1934–1937 роках — голова колгоспу «Червона зірка» села Сушківка Бабанського району Київської області. У 1937–1939 роках — голова колгоспу імені Сталіна села Аполянка Бабанського району Київської області.
У 1939–1941 роках — 2-й секретар Бабанського районного комітету КП(б)У Київської області.
У серпні 1941 року був евакуйований у Саратовську область РРФСР, до травня 1942 року працював директором колгоспу імені Енгельса села Мар'янівка Первомайського району.
3 травня 1942 року — в Червоній армії. У вересні 1942 року закінчив школу політпрацівників у місті Мензелінську Татарської АРСР. Учасник німецько-радянської війни. Служив комісаром стрілецького батальйону, з серпня 1943 року — заступником командира з політичної частини 269-го окремого медико-санітарного батальйону 251-ї стрілецької Вітебської дивізії 60-го стрілецького корпусу 39-ї та 2-ї гвардійської армій.
У другій половині 1940-х — 1951 році — голова колгоспу імені Сталіна села Аполянка Бабанського району Київської області.
З 1951 року — голова укрупненого колгоспу імені Леніна села Сушківки Бабанського (Уманського) району Київської області.
У 1963–1970 роках — голова виконавчого комітету Сушківської сільської ради Уманського району Черкаської області.
Потім — на пенсії.
Помер у 1977 році, похований на місцевому цвинтарі села Сушківка Уманського району Черкаської області.

## Військове звання
- капітан

## Нагороди
- орден Вітчизняної війни 2-го ступеня (12.08.1944)
- орден Червоної Зірки (20.06.1945)
- ордени
- медалі